# Boletobins
Els boletobins (Boletobiinae) són una subfamília de lepidòpters ditrisis de la família dels erèbids (Erebidae).

## Taxonomia
L'anàlisi filogenètic ha determinat que diverses subfamílies de la família Erebidae que han estat proposades com a subfamílies des de 2005, incloent Araeopteroninae, Aventiinae, Boletobiinae, Eublemminae i Phytometrinae, juntes formen un clade i s'han agregat a la subfamília Boletobiinae.
Les agrupacions a nivell de tribu dels gèneres compresos en aquesta subfamília Boletobiinae ampliada són un tema d'estudi continu.

## Gèneres
- Abacena
- Aglaonice
- Allerastria
- Araeopteron
- Autoba
- Bandelia
- Calymma
- Cecharismena
- Condate
- Corgatha
- Enispa
- Enispodes
- Euaontia
- Eublemma
- Glympis
- Hemeroplanis
- Homocerynea
- Homodes
- Honeyania
- Hormoschista
- Hypenagonia
- Hyperstrotia
- Isogona
- Janseodes
- Laspeyria
- Lopharthrum
- Metachrostis
- Metaemene
- Mataeomera
- Metalectra
- Micraeschus
- Mursa
- Mycterophora
- Nychioptera
- Odice
- Ommatochila
- Oruza
- Parascotia
- Parolulis
- Phytometra
- Prolophota
- Proroblemma
- Prosoparia
- Raparna
- Rhypagla
- Spargaloma
- Tamba
- Trisateles
- Zurobata